# Dzieciobójstwo w Łodzi

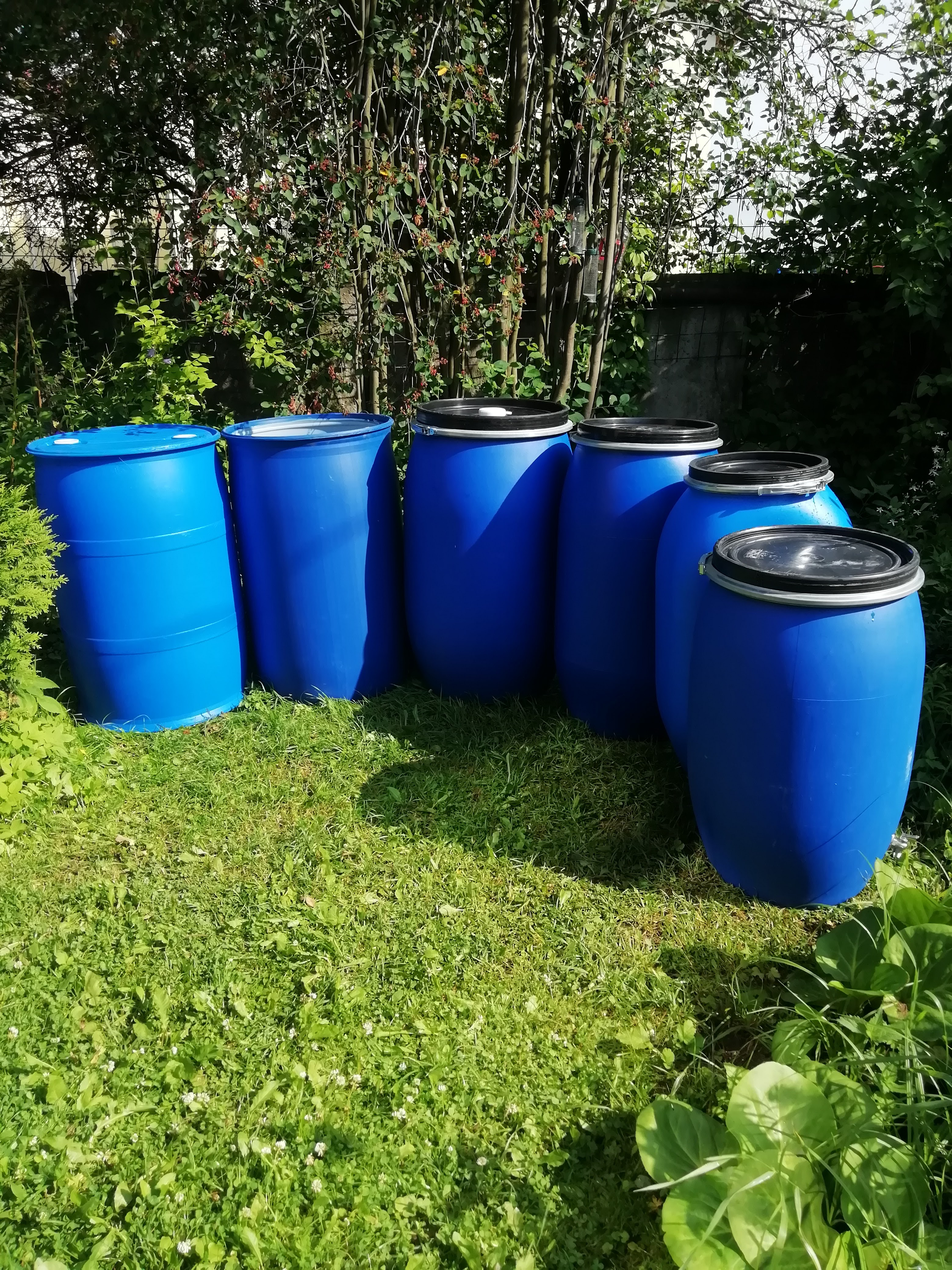
Plastikowe beczki, zbliżone do tych wykorzystanych po łódzkim zabójstwie

Dzieciobójstwo w Łodzi (potocznie: dzieci z beczek) – zabójstwo czworga dzieci przez Krzysztofa i Jadwigę N., do którego doszło w latach 1999–2001 w Łodzi. Zwłoki ukryte w beczkach do kiszenia kapusty odkryto 23 kwietnia 2003 roku.

## Przebieg zdarzeń
23 kwietnia 2003 roku w jednej z kamienic przy ulicy Radwańskiej 47 na Polesiu w Łodzi odnaleziono beczki, w której znajdowały się częściowo zmumifikowane zwłoki czworga dzieci (pięcioletnich bliźniaków Adama i Kamila oraz noworodków Macieja i Karoliny) 29-letniego Krzysztofa N. i jego żony, 30-letniej Jadwigi. Do odkrycia doszło na skutek poszukiwania Krzysztofa N., podejrzanego o włamanie. Owinięte w folię ciała były kładzione na spód beczek służących do kiszenia kapusty. Po umieszczeniu zwłok beczki były następnie wypełniane ubraniami, zamykane i uszczelnianie silikonem. W zależności od źródeł podaje się, że w mieszkaniu znajdowały się trzy lub cztery beczki. W momencie odkrycia zwłok Jadwiga N. była w mieszkaniu i od razu przyznała, że w beczkach znajdowały się jej dzieci. Krzysztof N. został zatrzymany w nocy w parku im. księcia Józefa Poniatowskiego. Wraz z nim w parku przebywała również jego córka Monika.
Sąsiedzi zeznali, że bliźniąt nie widzieli od kilku lat, a o istnieniu noworodków nikt z nich nie wiedział. Prawdopodobnie noworodki rodziły się w domu oraz były uśmiercane tuż po porodzie. Monika, jako jedyne żyjące dziecko Krzysztofa i Jadwigi N., bywała zostawiana przez rodziców na kilka dni w mieszkaniu z beczkami. Rodzina, w której doszło do zabójstw, była pod opieką Miejskiego Ośrodka Pomocy Społecznej. W rodzinie kilkakrotnie dochodziło do znęcania się nad dziećmi oraz bicia żony przez Krzysztofa N. Krzysztof N. za znęcanie się nad synem Kamilem został skazany na dwa lata więzienia w zawieszeniu. Po wydaniu wyroku dzieci małżeństwa N. zostały czasowo skierowane do domu dziecka. Ze względu na zaobserwowanie u ojca poprawy zachowania opieka społeczna zdecydowała, by dzieci wróciły do mieszkania przy ul. Radwańskiej. Krzysztof N. i Jadwiga wzięli ślub, odnowili mieszkanie oraz wydzielili w nim kąt dla dzieci. Jesienią 1999 roku kurator odkrył na twarzy jednego z synów małżeństwa N. siniak, który miał pojawić się po przypadkowym uderzeniu w drzwi. Podczas następnych spotkań kurator nie widział dzieci, które zdaniem rodziców miały być na spacerze, u lekarza bądź u babci w Warszawie. Żadna ze służb społecznych nie weryfikowała informacji podawanych przez małżeństwo N. W następnych miesiącach kurator nie widywał również Krzysztofa N., który był poszukiwany przez policję w związku z innymi przestępstwami. W momencie odkrycia zwłok Jadwiga N. była w szóstym miesiącu ciąży.
Według wykazanego śledztwa bliźniacy zostali zamordowani prawdopodobnie jesienią 1999 roku. Krzysztof N. zeznał, że jego syn Kamil „zmarł na nerki”. Ojciec miał zignorować dolegliwości syna i podać mu tabletkę przeciwgorączkową i czekoladę. Rano chłopiec był martwy. Trzy dni po jego śmierci ciało umieszczono w beczce, którą przechowywano w piwnicy. Krzysztof N. zdecydował się ukryć ciało w obawie przed odwieszeniem kary za znęcanie się nad synem. Tuż po ukryciu zwłok rodzina próbowała odebrać sobie życie. Relanium spożyli wszyscy członkowie rodziny, ale tylko Krzysztof N. dobrowolnie chciał popełnić samobójstwo. Na skutek przedawkowania relanium zmarł pięcioletni Adam. Aby sprawdzić, czy chłopiec zmarł, Krzysztof N. zanurzył jego głowę w wannie by sprawdzić, czy Adam oddycha. Po upewnieniu się, że chłopiec nie żyje, ojciec schował ciało syna w kolejnej beczce. Według ustaleń śledczych Adam został specjalnie odurzony, a następnie utopiony. Noworodki zginęły w latach 2000 i 2001 (według innego źródła śmierci obojga dzieci miała nastąpić w 2000 roku). Karolina przeżyła kilka dni, przez trzy dni po narodzinach jej ciało nie zostało umyte. W momencie dokonywania morderstwa Krzysztof N. miał włożyć w usta noworodka watę. Karolina została uśmiercona z obawy o wystawienie negatywnej opinii przez kuratora. Po uśmierceniu dziewczynki jej ciało zostało umieszczone w beczce, w której były zwłoki Kamila. Po śmierci Karoliny beczki przeniesiono do mieszkania, w obawie przed ich kradzieżą przez złodziei. Maciej przyszedł na świat, gdy Krzysztof N. był pijany. Ojciec zeznał, że nie pamięta, czy urodziło się żywe, czy martwe. Według innego źródła rodzice mieli stwierdzić, że Maciej nie żyje, gdyż miało nie reagować na klepnięcie w pośladki. Co roku w Wigilię Krzysztof N. miał kłaść kawałek opłatka na beczkach.
Do 27 kwietnia potwierdzono znalezienie trzech ciał. Były to zwłoki noworodka oraz chłopca, trzecie ciało nie zostało wówczas zidentyfikowane. Według relacji przekazanej przez RMF FM ciała były poćwiartowane. W więziennym szpitalu Jadwiga N. urodziła kolejną córkę Sandrę. We wrześniu 2003 roku sąd rodzinny pozbawił małżeństwo N. władzy rodzicielskiej nad Moniką i Sandrą.

## Proces
W kwietniu 2004 roku Krzysztof i Jadwiga N. zostali oskarżeni o zabójstwo czwórki dzieci, znieważenie zwłok, usiłowanie zabójstwa Moniki oraz oszustwa na szkodę instytucji ZUS i MOPS. W czerwcu 2004 roku oboje zostali skazani na dożywotnie pozbawienie wolności. W marcu 2005 roku sądu utrzymał karę dożywotniego wiezienia dla Krzysztofa N., Jadwidze N. wyrok zmniejszono do 25 lat więzienia. Krzysztof N. został skazany za zabójstwo dwojga dzieci, próbę zabójstwa Moniki, Jadwiga N. za współudział w zabójstwach. Zdaniem sądu, jedno z dzieci zmarło w wyniku nieudzielenia pomocy, inne umarło śmiercią naturalną. Małżeństwo rozwiodło się. Sandra oraz Monika N. znalazły się pod opieką rodziny zastępczej, następnie zostały adoptowane przez pewne małżeństwo z Włoch.

## Odbiór w mediach i kulturze masowej
Dzieciobójstwo w Łodzi było szeroko dyskutowanym wydarzeniem w Polsce. Morderstwo w Łodzi było porównywane do dzieciobójstwa w województwie lubelskim, które odkryto kilka miesięcy później. W mediach zwracano uwagę na: demoralizację rodzin, w których dokonano morderstw, a także sąsiadów i krewnych nie zgłaszających problemów odpowiednim służbom, zaniedbanie ze strony służb społecznych, domniemaną nieefektywność programów socjalnych.
Do dzieciobójstwa w Łodzi odnieśli się raper O.S.T.R. w utworze „ŁDZ”. W 2006 roku w Łodzi powstał zespół Dzieci z Beczek. Pierwsza próba zespołu odbyła się w kamienicy, w której doszło do morderstw. Pod wpływem medialnej krytyki i ostrzeżeniu o złożeniu sprawy w prokuratorze przez Łódzkie Centrum Służby Rodzinie muzycy rozwiązali zespół po kilku tygodniach działalności.